# Die goldene Korifena
Die goldene Korifena. Jugenderzählung (Originaltitel: russisch Золотая «Корифена», Solotaja «Korifena») ist ein 
Jugendbuch des sowjetischen Autors Juri Iwanow aus dem Jahr 1966.

## Inhalt
Der sowjetische Trawler „Marlin“ ist im Golf von Guinea auf Fischfang. An Bord befinden sich auch einige Wissenschaftler, deren Auftrag die Untersuchung der Meeresströmungen ist. Damit sich Fang und Forschung nicht gegenseitig behindern, fahren die Wissenschaftler Nikolai Lednew, Valentin Prochorow und Stanislaw Korin, der Steuermann Pjotr Skatschkow sowie der kleine Affe Benka, den Nikolai in Dakar gekauft hat, mit dem motorisierten Beiboot „Korifena“ auf das offene Meer hinaus. Der Kahn wird jedoch von starkem Wellengang ergriffen und die Besatzung muss den Anker kappen. Dadurch treiben sie ziellos umher, da die „Marlin“ sie aufgrund der schlechten Sicht nicht orten kann.
Um zu überleben, müssen die Männer Plankton fischen, da ihnen das Angeln durch einen Menschenhai erschwert wird. Es gelingt ihnen, das Raubtier zu erlegen und sein Kadaver lockt wiederum Fische an, von denen die Männer einige fangen. Außerdem finden sie eine versiegelte Flasche mit einem kurzen Liebesbrief darin, den ein Besatzungsmitglied eines havarierten Schiffes geschrieben hat. Nikolai verfasst daraufhin selbst eine kurze Nachricht und wirft diese als Flaschenpost ins Meer.
Die Männer leiden unter Wasserknappheit, da ihr Vorratsbehälter beschädigt ist und der Regen ausbleibt. Da keine Hoffnung mehr besteht, von der „Marlin“ gefunden zu werden, fahren sie Richtung afrikanischer Küste, erreichen diese aber nur knapp, da sich das Boot mehrfach in Braunalgen verfängt. Beim Anlanden wird ein Teil des Inventars aufgrund der starken Brandung beschädigt oder geht verloren.
Die Männer finden Nahrung in Form von Kokosmilch und Krabben und wandern anschließend auf der Suche nach einer Siedlung entlang der Küste, wobei ihnen aber Opuntien und Mangroven das Vorankommen erschweren. Benka hat die Gruppe derweil verlassen und sich einer Horde seiner Artgenossen angeschlossen. Nach einem mühsamen Marsch treffen die Männer auf eine Einheimische, die ihnen mitteilt, dass sie sich in Ghana befinden. Die junge Frau bringt die Vier in ihr Heimatdorf, von dem aus sie nach Tema gelangen, wo die „Marlin“ vor Anker liegt. Die Besatzung feiert an Bord Neujahr, ehe sie in die Sowjetunion zurück reisen.
Am Ende bereitet sich Nikolai auf eine Expeditionsfahrt an die Küste Kubas vor. Nebenbei betrachtet er Souvenirs aus Afrika sowie seine Flaschenpost, die ihm von einem Finder aus Gabun zugeschickt wurde. 

## Aufbau und Stil
Die Geschichte wird von Nikolai aus der Ich-Perspektive erzählt, das erste Kapitel ist überwiegend in Form einer Retrospektive gehalten.
Das Buch ist in neun Kapitel unterteilt, denen jeweils eine kurze Inhaltsangabe vorangestellt ist. Das Vorwort besteht aus aneinandergereihten fiktiven Telegrammen, die von der „Marlin“ aus gesendet wurden.
Im Laufe der Geschichte werden verschiedene Meereslebewesen genannt und beschrieben, u. a. die im Russischen als „Korifena“ bekannte Goldmakrele.

## Veröffentlichungen
Das Buch erschien erstmals 1966, im Jahr 1971 gab der Verlag Progress eine von Leoni Labas übersetzte deutschsprachige Fassung heraus.